# Chacko Vadaketh

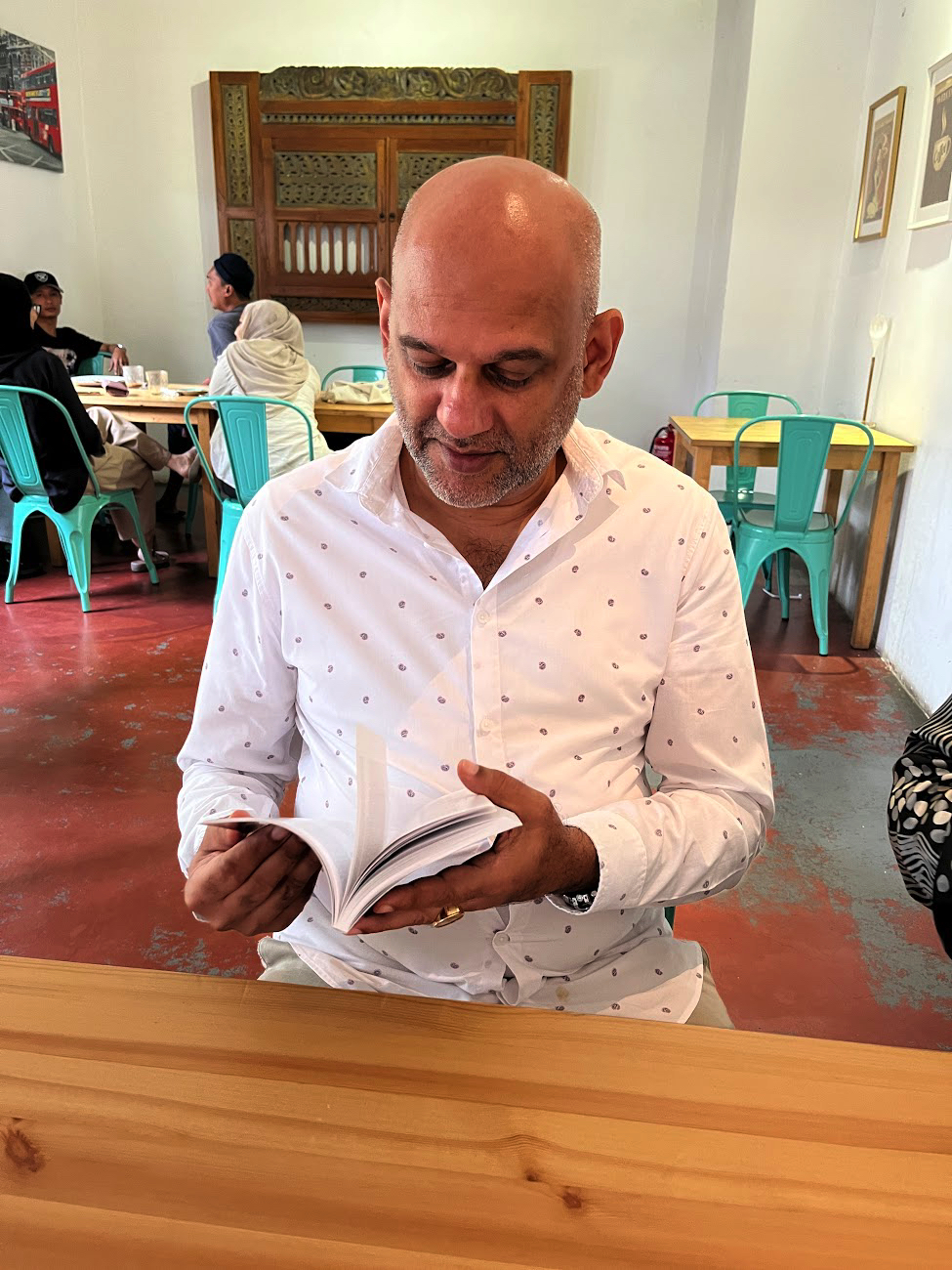
Chacko Vadaketh (2023)

Chacko Vadaketh (* 1963 in Kerala) ist ein malaysischer Schauspieler, Synchronsprecher sowie Prozessanwalt und Präsentant der syrisch-christlichen Gemeinschaft Malayali/Keralan.

## Leben
Vadaketh ist der Sohn von Tan Sri V.C. George und Puan Sri Datin Dr. Rebecca George. Sein Vater ist der Sohn von Chacko aus dem Hause Vadaketh und wurde in Klang geboren. Er arbeitete als Richter am Berufungsgericht von Malaysia und war ehemaliger Präsident der malaysischen Anwaltskammer. Seine Mutter wurde in Udagamandalam geboren und arbeitete als beratende Kinderärztin und ging als außerordentliche Professorin für Pädiatrie an der Universität Malaya in den Ruhestand. Daneben war sie Beraterin der Weltgesundheitsorganisation. Er besuchte die Garden School und anschließend die Batu Road School in der Ortschaft Kuala Lumpur. Fünf Jahre lang besuchte er die Victoria Institution, ehe er sein Abitur am Haileybury in der englischen Grafschaft Hertfordshire erlangte. Er studierte Rechtswissenschaften, Archäologie und Anthropologie am Pembroke College in Cambridge. Er wurde Anwalt der Anwaltskammer Lincoln’s Inn. Seine Schauspielausbildung erhielt er an der The New School und am Carter Thor Studios in Los Angeles.

## Karriere
Erste Erfahrungen mit dem Schauspiel erfuhr er bereits als Teenager am Theater und unter der Anleitung von Donald Davies, der in Kuala Lumpur an der Federal Academy of Music Sprache und Theater lehrte. Zu Beginn des 21. Jahrhunderts startete Vadaketh seine Fernsehschauspiellaufbahn. 2000 spielte er in der Fernsehserie Growing Up die wiederkehrende Rolle des Mohan Dass. Ab dem Folgejahr bis einschließlich 2002 stellte er in insgesamt 35 Episoden der Fernsehserie Mr. Kiasu die Rolle des Sabo Singh dar. 2009 spielte er im Low-Budget-Film Princess of Mars die Doppelrolle des Sarka/Sab Than. 2011 übernahm er im Katastrophenfilm Eiszeit – New York 2012 die Rolle des Wissenschaftlers Divya. In den nächsten Jahren erhielt er Episodenrollen in den Fernsehserien In Plain Sight – In der Schusslinie und Reich und Schön. 2015 war er in drei Episoden der Fernsehserie That Squirrel DID WHAT?! als Sergio zu sehen.
Als Sprecher war er unter anderen in der Dokumentation Road To Nationhood zu hören. Er wirkte als Schauspieler auch in mehreren Bühnenstücken mit.

## Filmografie (Auswahl)

### Schauspiel
- 2000: AlterAsians (Miniserie)
- 2000: Growing Up (Fernsehserie, 3 Episoden)
- 2001–2002: Mr. Kiasu (Fernsehserie, 35 Episoden)
- 2007: 1957: Hati Malaya
- 2009: Princess of Mars
- 2009: Blue Movies (Kurzfilm)
- 2010: The Forgotten – Die Wahrheit stirbt nie (The Forgotten, Fernsehserie, Episode 1x13)
- 2010: Aftermath with William Shatner (Fernsehdokuserie, Episode 1x04)
- 2010: Rules of Engagement (Fernsehserie, Episode 5x03)
- 2010: Little Blue Pill
- 2011: Eiszeit – New York 2012 (2012: Ice Age)
- 2011: I Am Singh
- 2012: In Plain Sight – In der Schusslinie (In Plain Sight, Fernsehserie, Episode 5x03)
- 2012: Confessions of a Self-Hating Jew (Dokumentation)
- 2012: Use Me Up (Kurzfilm)
- 2013: Susanna (Miniserie, 2 Episoden)
- 2013: Arachnoplilia (Kurzfilm)
- 2013: Paranormal Whacktivity
- 2014: Paloma (Miniserie, Episode 2x01)
- 2014: Reich und Schön (The Bold and the Beautiful, Fernsehserie, Episode 1x6832)
- 2014: The Pink Sorrys (Kurzfilm)
- 2014: Booze Boys & Brownies
- 2015: That Squirrel DID WHAT?! (Fernsehserie, 3 Episoden)
- 2015: Battle Scars
- 2016: Tie the Knot
- 2018: Eine Frau an der Front (Our Girl, Fernsehserie, Episode 3x09)
- 2019: Strike Back (Fernsehserie, Episode 7x03)
- 2019: Shadowplay
- 2022: The Assistant
- 2023: Magik

### Synchronisationen
- 2007: The Blue Mansion
- 2015: Life in Color

## Theater (Auswahl)
- 2015: Love Journey – A Nation Of Two
- 2016: Shakespeare Goes Bollywood
- 2017: Love Story
- 2019: Tales from the Scars
- King Arthur (Camelot)
- Capulet (Romeo & Juliet)
- Nehru (Sindhu-A tribute to Nehru)